# Gornje Igrane
Gornje Igrane – wieś w Chorwacji, w żupanii splicko-dalmatyńskiej, w gminie Podgora. W 2011 roku liczyła 3 mieszkańców.